# The Tower (film 2012)
The Tower (Hangŭl: 타워, latinizzazione riveduta: Ta-wo) è un film sudcoreano del 2012 diretto da Kim Ji-hoon.

## Trama
Lee Dae-ho è un padre vedovo responsabile del complesso residenziale di lusso Tower Sky a Yeouido, Seul. Il proprietario del complesso, il signor Jo, decide di organizzare una grande festa per residenti e VIP alla vigilia di Natale, con elicotteri che volano attorno alle due torri; poche ore prima della festa, Lee scopre che nel sistema antincendio dell'edificio manca l'acqua, ma il signor Cha, responsabile della sicurezza della Tower Sky, non se ne cura. Nel pieno della festa, un elicottero si schianta contro una delle torri, spargendo benzina e prendendo fuoco. L'incendio si propaga velocemente, mietendo vittime una dopo l'altra e causando seri danni strutturali alle torri, che rischiano di crollare.

## Distribuzione
Il film è uscito in Corea del Sud il 25 dicembre 2012, mentre in Italia è stato trasmesso da Rai Movie il 6 marzo 2015.

## Riconoscimenti
- 2013 – Baeksang Arts Award
  - Candidatura come Miglior nuovo attore a Do Ji-han
- 2013 – Mnet 20's Choice Awards
  - Candidatura come Venti stelle che stanno emergendo a Do Ji-han
- 2013 – Buil Film Awards
  - Candidatura come Miglior fotografia a Kim Young-ho
- 2013 – Grand Bell Awards
- Premio tecnico, idea digitale